# Dee Facto
Dee Facto – zespół powstały w 1989 roku na warszawskim Mokotowie, początkowo w trzyosobowym składzie: Żółty – gitara basowa i wokal, Bździch – gitara i Poloofka – perkusja. Do zespołu niebawem dołączyli: Pitosz – instrumenty klawiszowe i Bidon – gitara i wokal.
W 1992 r. grupa wygrała przegląd muzyki rockowej w warszawskim klubie Stodoła pod hasłem: Rock na żywo. W efekcie zespół zarejestrował materiał na swój debiutancki krążek, który ukazał się rok później nakładem firmy Bass Records.
Grupa zagrała wiele koncertów w całej Polsce. Do tych najważniejszych można zaliczyć występy na festiwalu w Jarocinie w latach 1993 i 1994 oraz trzy pierwsze Finały Wielkiej Orkiestry Świątecznej Pomocy – Warszawa, Katowice i Kraków. Po nagraniu drugiego albumu pt. "Wirus" zespół zagrał jeszcze kilka koncertów, po czym zawiesił działalność.
W kwietniu 2004 Dee Facto wznowiło działalność przygotowując nowy materiał, na który składały się stare utwory w nowych aranżacjach, jak również kilkanaście nowych kompozycji. Grupa powiększyła skład do ośmiu osób, rozszerzając instrumentarium o waltornię, saksofon i klarnet. W efekcie reaktywacji została wydana własnymi środkami reedycja wybranych utworów z dwóch płyt z początku lat 1990. pt. "93-94-04". Całość, zawarta na jednym krążku, została zremasterowana i wzbogacona o dwie nowe kompozycje demo nagrane przez zespół już po reaktywacji.
Pierwszymi występami po 10-letniej przerwie były koncerty na dużej i małej scenie Przystanku Woodstock 2004 w Kostrzynie. Pod koniec 2007 r. zespół poinformował na swojej oficjalnej stronie internetowej, że zarejestrował materiał na najnowszą, ostatnią płytę, która ma ukazać się w 2008 r. pod tytułem "Skagopuunkka". Ostatecznie album został opublikowany nakładem wydawnictwa MaMocRecords w 2012 r. pod tytułem "Mokotovo".

## Aktualny skład (2007)[potrzebnyprzypis]
- Żółty – bas, wokal
- Bździch – gitara
- Bidon – bas
- Poloofka – perkusja
- Pitosz – klawisze
- Kazio – trąbka
- Przemas – saksofon, klarnet
- Bocian – waltornia

## Dyskografia
- "Dee Facto" (1993 Bass Records)[2][1]
- "Wirus" (1994 PM Records)[2][1]
- "Live – Jarocin '93" (1994 MTJ)
- "93-94-04" (2004 Folk)[2][3]
- "Mokotovo" (2012 MaMocRecords)[1]